# Souleymanou Hamidou
Souleymanou Hamidou (Mokolo, 22 de novembro de 1973) é um ex-futebolista camaronês, que atuava como goleiro

## Carreira
Sua carreira clubística iniciou-se em 1999, quando já tinha 25 anos. Na época, defendia o Cotonsport, tendo atuado pela agremiação até 2000, quando se mudou para a Turquia.
Em território turco, Hamidou jogou por Çaykur Rizespor, Denizlispor e Kayserispor, sendo que nos dois últimos, alcançou destaque. Desde que seu contrato com os Anadolu Yıldızı se encerrou, permanece sem clube.

## Carreira na Seleção
Hamidou estreou na Seleção Camaronesa de Futebol em 2000, quando foi convocado para ser terceiro goleiro dos Leões na Copa das Nações Africanas daquele ano. Sua convocação era dada como certa para a Copa de 2002, e era, juntamente com o veterano Jacques Songo'o, uma das alternativas para o gol camaronês no torneio.
Mas o treinador alemão Winfried Schäfer preteriu Hamidou da convocação final, levando os experientes Songo'o e Alioum Boukar (reserva em 1998, e que seria o titular na Copa de 2002) e o ainda adolescente Idriss Carlos Kameni para ser o terceiro goleiro.
A chance de disputar uma Copa acabou novamente em fracasso para Hamidou, já que Camarões ficou fora da Copa da Alemanha, em 2006. Como prêmio de consolação, participou da CAN do mesmo ano. Em 2008 e 2010, foi novamente convocado para a mesma competição.
Na Copa de 2010, o treinador francês Paul Le Guen resolveu dar uma chance a Hamidou, deixando o então titular Kameni no banco. A decisão não foi tão satisfatória, pois os Leões capitularam novamente na primeira fase.

## Títulos
Camarões
- Copa das Nações Africanas: 2000